# Latrappite
La latrappite (simbolo IMA: Ltp) è un minerale molto raro del supergruppo della perovskite, all'interno del quale viene collocato nel gruppo delle perovskiti stechiometriche e da lì al sottogruppo della vapnikite; appartiene alla famiglia minerale degli "ossidi e idrossidi" e possiede composizione chimica Ca2NbFe3+O6.

## Etimologia e storia
Il nome del minerale fu introdotto nel 1964 da Nickel, che prese il spunto dal nome del monastero cistercense della stretta osservanza di Soligny-la-Trappe. Il minerale fu descritto per la prima volta come una varietà di perovskite ricca di niobio proveniente dal complesso carbonatitico di Oka, nel Québec (in Canada). Il contenuto di niobio si dimostrò superiore al contenuto di titanio della perovskite (CaTiO3); il minerale fu quindi definito e approvato come nuovo minerale.

## Classificazione
La classica nona edizione della sistematica dei minerali di Strunz, aggiornata dall'Associazione Mineralogica Internazionale (IMA) fino al 2009, elenca la latrappite nella classe "4. Ossidi (idrossidi, V[5,6] vanadati, arseniti, antimoniti, bismutiti, solfiti, seleniti, telluriti, iodati)" e da lì nella sottoclasse "4.C Metallo:Ossigeno = 2:3, 3:5 e simili"; questa viene più finemente suddivisa in base alla dimensione dei cationi coinvolti, in modo tale che la latrappite possa essere trovata nella sezione "4.CC Con cationi di media e grande dimensione" dove forma il sistema nº 4.CC.30 insieme a barioperovskite, lakargiite, lueshite, natroniobite, perovskite e uhligite (una specie minerale non più riconosciuta valida dall'IMA).
Tale classificazione viene mantenuta anche nell'edizione successiva, proseguita dal database "mindat.org" e chiamata Classificazione Strunz-mindat; qui i minerali che accompagnano la latrappite nel sistema 4.CC.30 cambiano leggermente: lueshite, natroniobite, perovskite, barioperovskite, megawite e lakargiite.
Nella Sistematica dei lapis (Lapis-Systematik) di Stefan Weiß la latrappite si trova nella classe degli "ossidi" e qui nella sottoclasse degli "ossidi con rapporto metallo:ossigeno = 2:3 (M2O3 e composti correlati)"; qui forma la "serie della perovskite" con il numero di sistema IV/C.10 insieme a perowskite, megawite, lakargiite, lueshite, barioperowskite, tausonite, loparite, isolueshite, pauloabibite, natroniobite, macedonite e vapnikite.
Anche la classificazione dei minerali secondo Dana, usata principalmente nel mondo anglosassone, elenca la latrappite nella famiglia degli "ossidi e idrossidi"; qui è nella classe degli "ossidi" e nella sottoclasse degli "ossidi semplici con carica cationica 3+ (A2O3)" dove forma il "gruppo della perovskite" con il numero di sistema 04.03.03 insieme a perovskite, lueshite, loparite, barioperovskite e tausonite.

## Abito cristallino
La latrappite cristallizza nel sistema ortorombico nel gruppo spaziale Pnma (gruppo nº 62) con i parametri di cella a = 5,44 Å, b = 7,77 Å e c = 5,55 Å, oltre ad avere 4 unità di formula per cella unitaria.

## Origine e giacitura
La latrappite è stata trovata nelle zone sövitiche dei complessi carbonatitici; la paragenesi è con apatite, biotite, calcite, diopside, dolomite, magnetite, monticellite, nefelina, niocalite e pirocloro, (per campioni di minerale provenienti dal complesso di Oka, in Canada), oppure con columbite (per campioni di minerale trovati nella cava di Badloch, Germania).
La latrappite è un minerale piuttosto raro ed è stato trovato solo in pochi siti: la sua località tipo, "Bond zone" (45.5°N 74.04694°W) presso Oka (nel Québec, Canada); nel complesso di Ditrău, (distretto di Harghita, Romania); in alcuni siti a Tenerife (Spagna); presso il vulcano Kerimasi (regione di Arusha, Tanzania).

## Forma in cui si presenta in natura
La latrappite forma cristalli pseudocubici con dimensioni fino a 0,5 mm. Il minerale è opaco con lucentezza metallica; possiede color nero metallico e lascia uno striscio grigio sulla mattonella di prova.